# Hans von Mangoldt

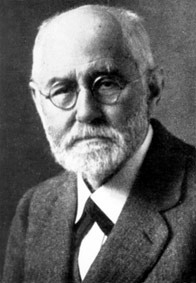
Hans von Mangoldt

Hans Carl Friedrich von Mangoldt (Weimar, 18 mei 1854 - Wrzeszcz, 27 oktober 1925) was een Duitse wiskundige die heeft bijgedragen aan het bewijs van de priemgetalstelling. 
Von Mangoldt behaalde in 1878 zijn doctoraat aan de Universiteit van Berlijn, waar zijn afstudeerhoogleraren Ernst Kummer en Karl Weierstrass waren. Hij heeft bijgedragen aan het bewijs van de priemgetalstelling door strikte bewijzen te geven voor twee uitspraken in Bernhard Riemanns baanbrekende artikel Over het aantal priemgetallen kleiner dan een gegeven aantal. Riemann had zelf slechts gedeeltelijke bewijzen voor deze uitspraken gegeven. Mangoldt werkte als hoogleraar aan de RWTH Aken, en werd daar opgevolgd door Otto Blumenthal. De Von Mangoldt-functie is naar hem genoemd.

## Leerboekenserie
De naam Von Mangoldt is in ruime kring bekend geworden door zijn boekenserie Einführung in die höhere Mathematik. Eerste druk 1912, in drie delen. Vanaf de vijfde druk (1932) gaat het om een door Konrad Knopp (soms ingrijpend) bewerkte tekst. Herdrukt tot (minstens) 1990; in 1973 is een door Friedrich Lösch geschreven vierde deel toegevoegd.